# Palais national de Pena
Pour les articles homonymes, voir Pena.
Le palais national de Pena (en portugais : Palácio Nacional da Pena) est un édifice historique portugais situé sur l’une des cimes des monts de Sintra, au cœur d’un parc de 200 hectares de la ville de Sintra. Il se caractérise par ses couleurs vives, jaune et rouge.

## Histoire
Sa construction est due à Ferdinand II, prince d'origine allemande devenu roi de Portugal jure uxoris de 1837 à 1853, en tant qu'époux de reine Marie II, tous deux fondateurs de la troisième maison de Bragance.
En 1839, après avoir racheté les ruines d’un monastère hiéronymite du XVe siècle, ce même souverain confie l’édification de son palais d’été au baron Ludwig von Eschwege. Celui-ci mélange allègrement les styles architecturaux — mauresque, baroque, gothique, Renaissance et manuélin — afin de livrer un bâtiment exubérant et haut en couleur, mais qui conserve toutefois quelques parties de l’ancien monastère.
La construction, commencée au milieu du XIXe siècle, ne s’achève qu’en 1885, année de la mort du roi.
Après la proclamation de la République, en 1910, l’édifice, devenu propriété de l’État, est conservé tel quel et ouvert au public. Il est déclaré Patrimoine de l'Humanité par l'UNESCO en 1995.

## Architecture
On pénètre dans le palais par une porte mauresque menant à une cour intérieure ; dans celle-ci, on peut trouver un arc de triton, décoré de détails néo-manuélins et de néoromantisme.
L’intérieur du palais se divise en différentes pièces, uniques en leur genre. La salle arabe, comme son nom l’indique, présente ainsi des fresques et autres ornements inspirés de l’Orient. La salle de bal mélange, quant à elle, des éléments de décoration orientaux à des vitraux prussiens.
Le cloître et la chapelle affichent, pour leur part, le style manuélin.
Les différents balcons offrent des vues panoramiques sur la côte Atlantique et le Tage.

## Galerie

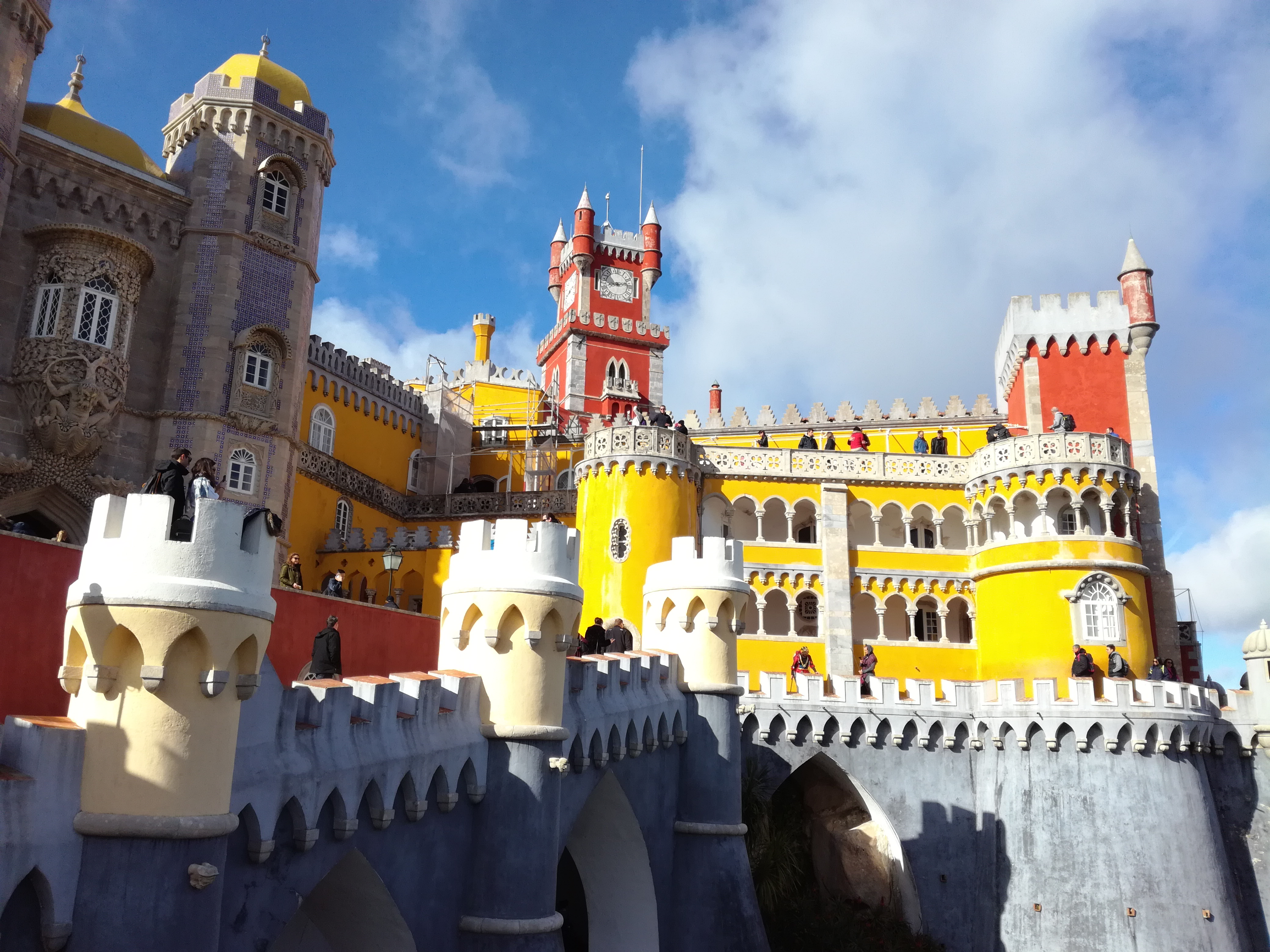
Palais de Pena
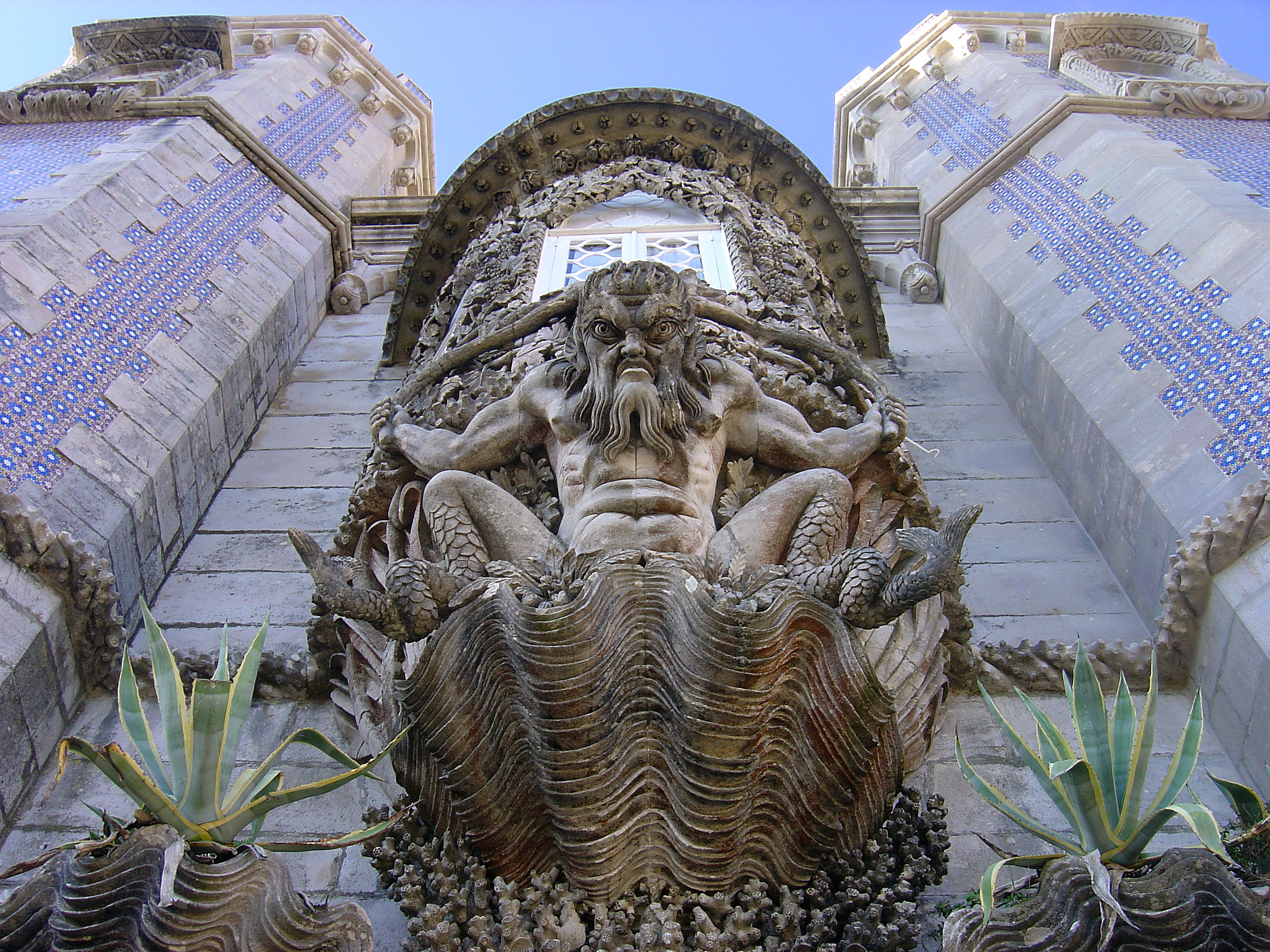
Triton
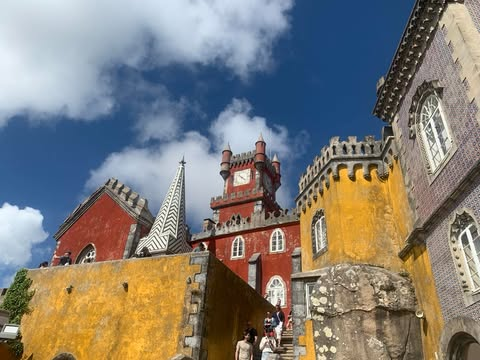
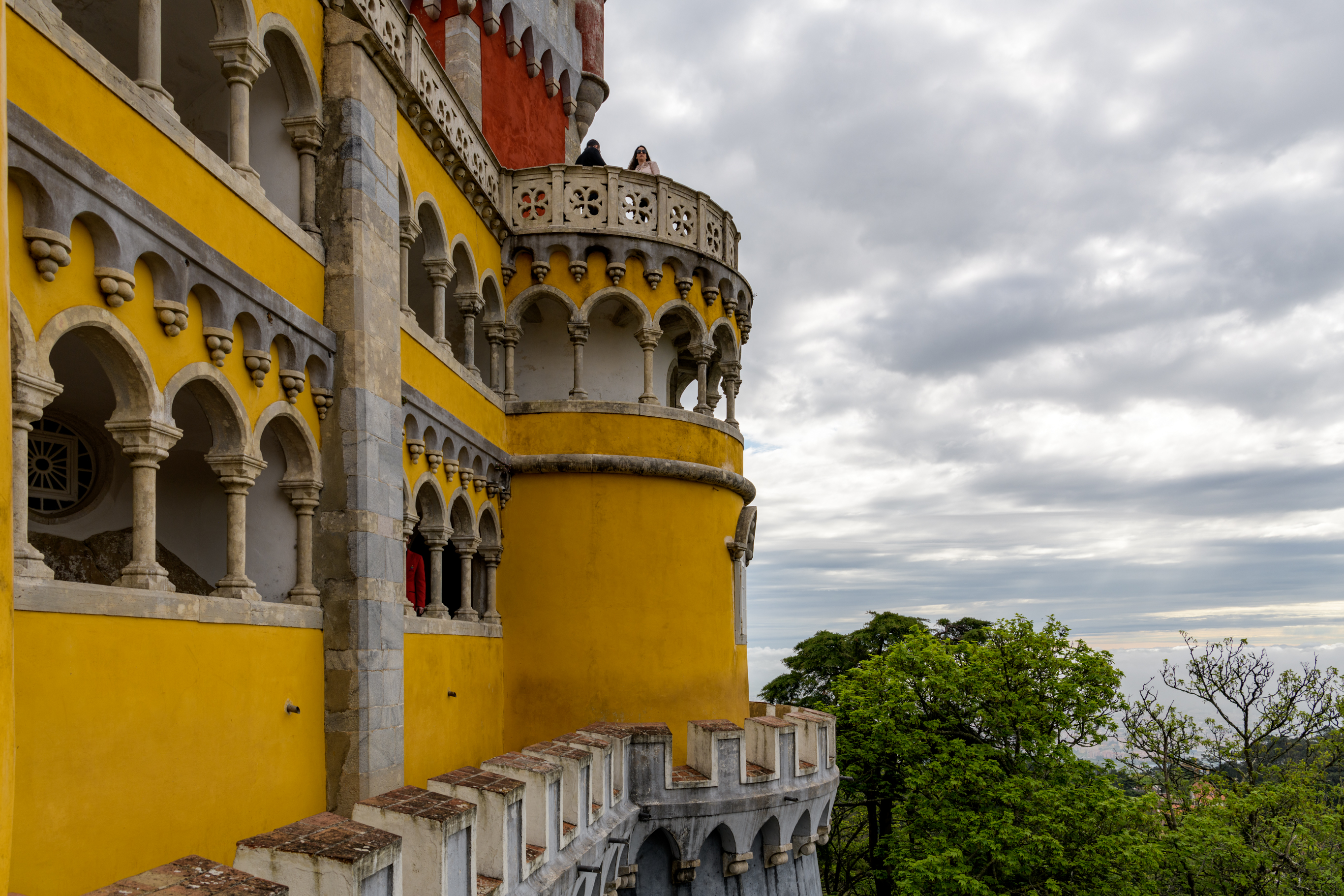
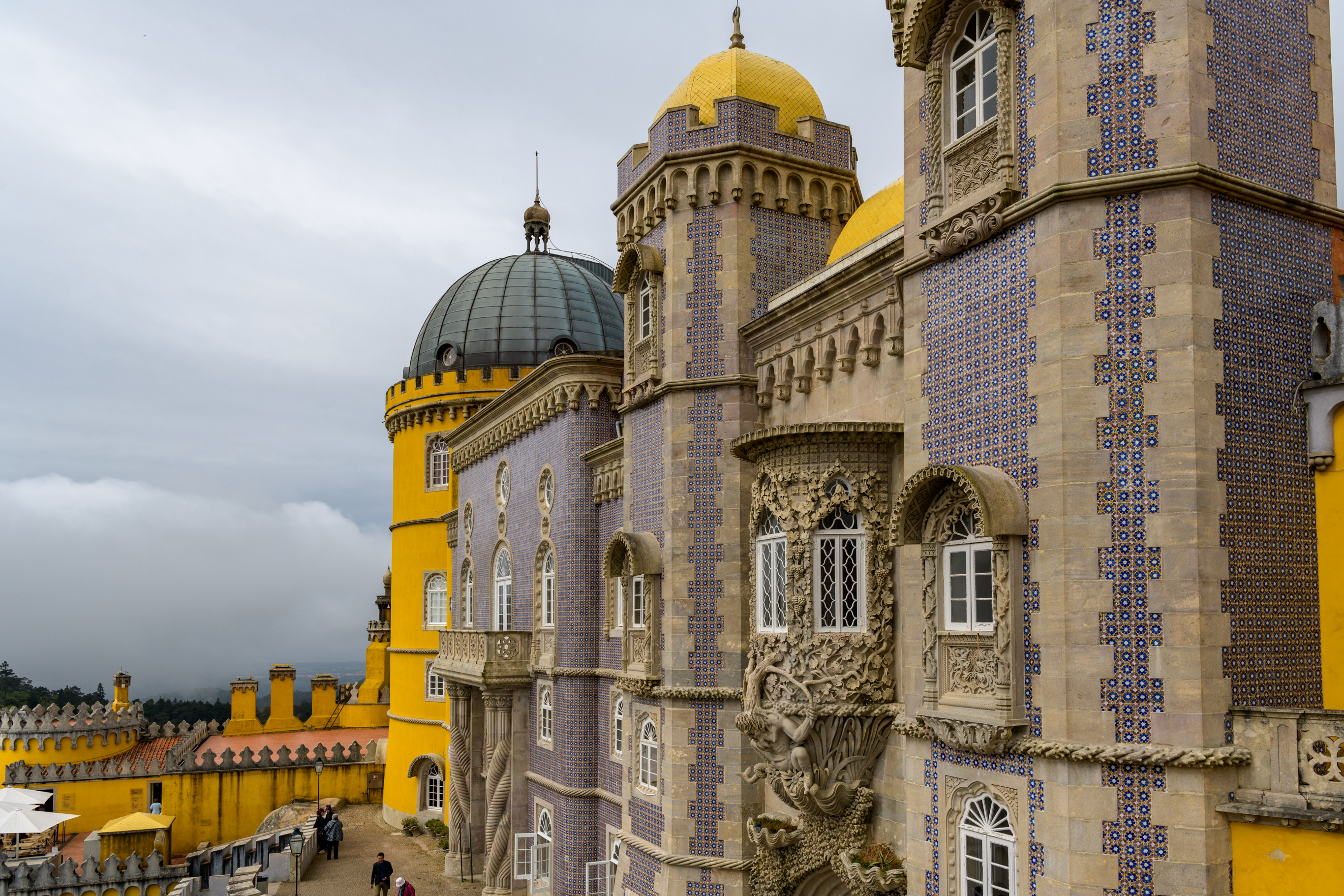
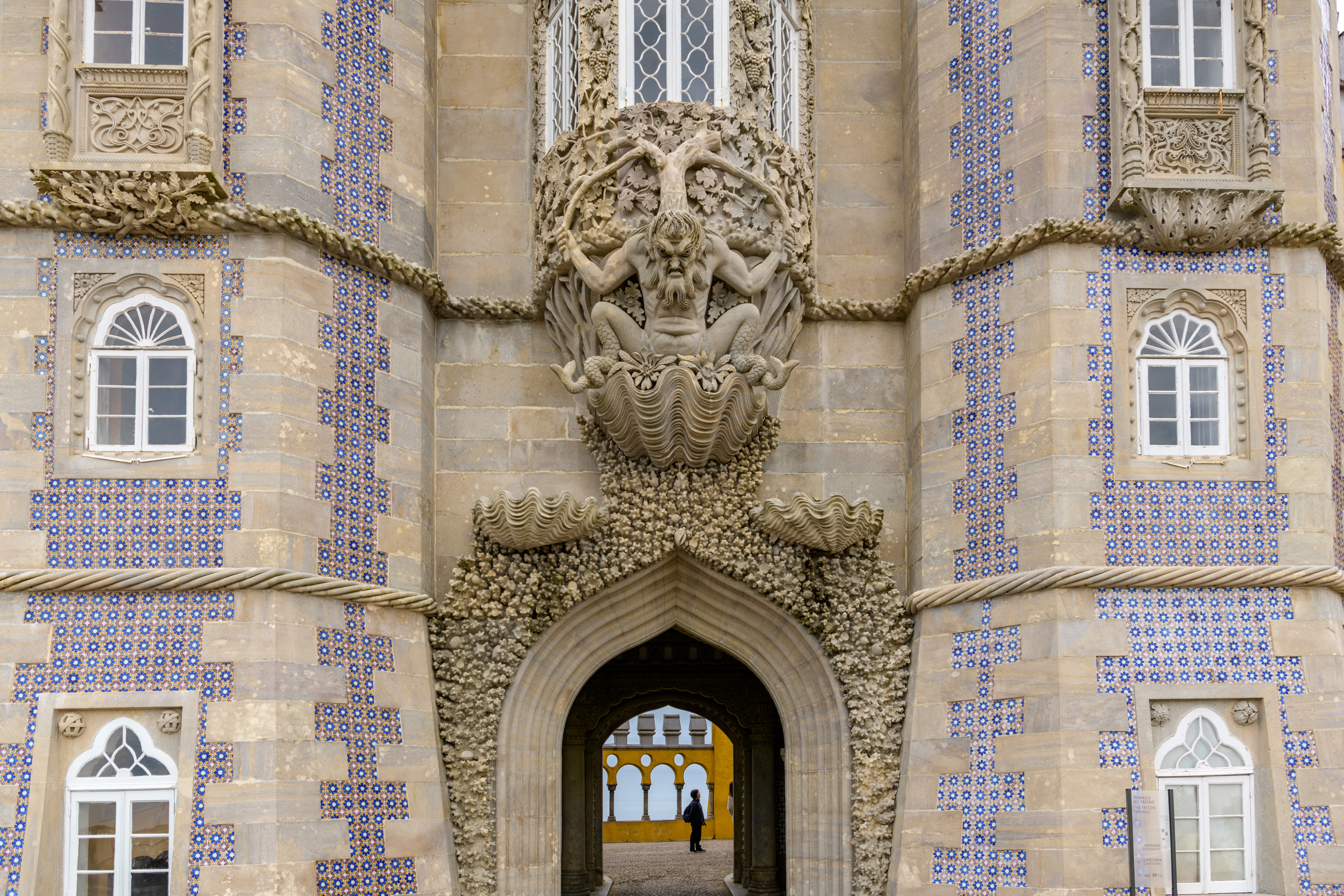
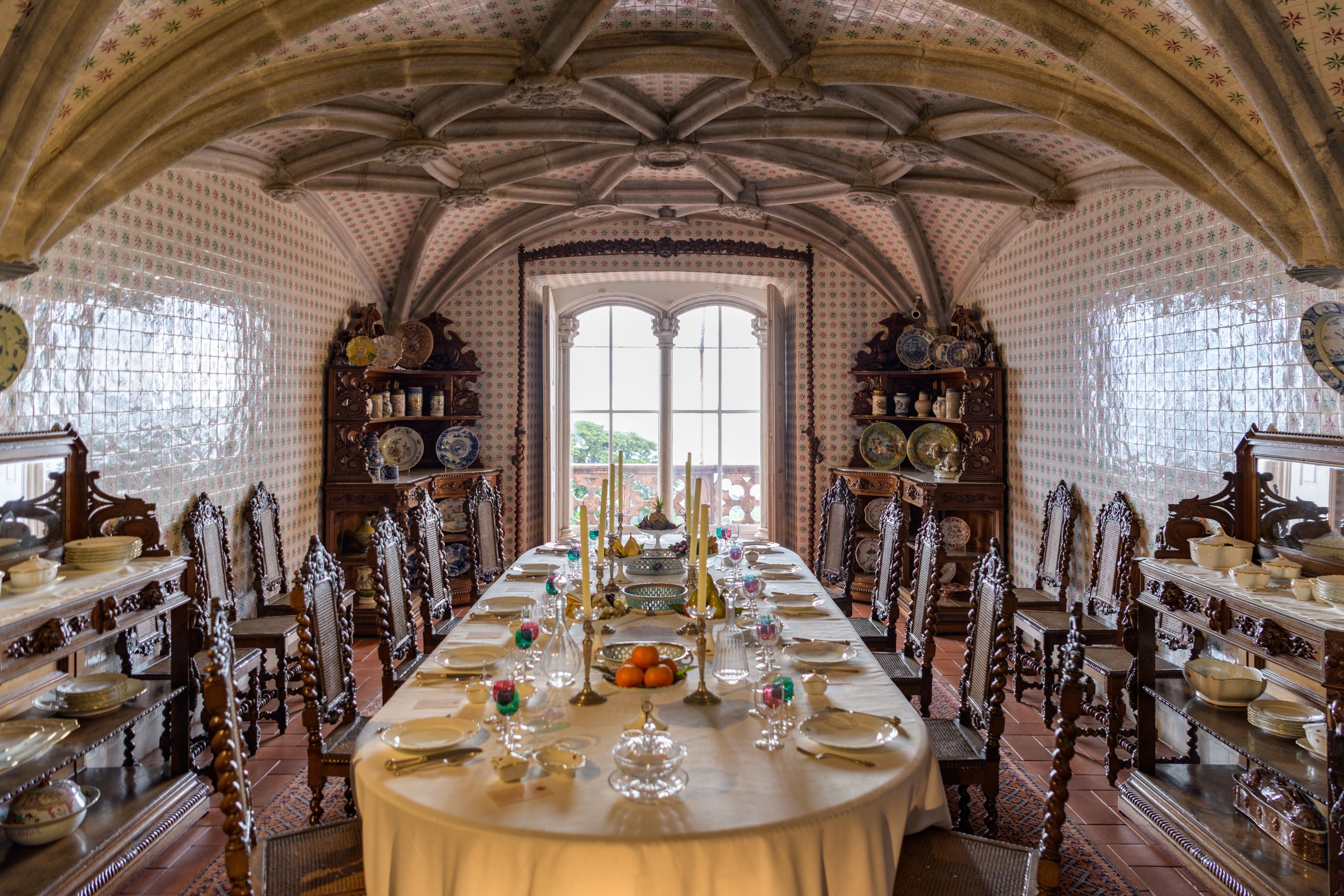
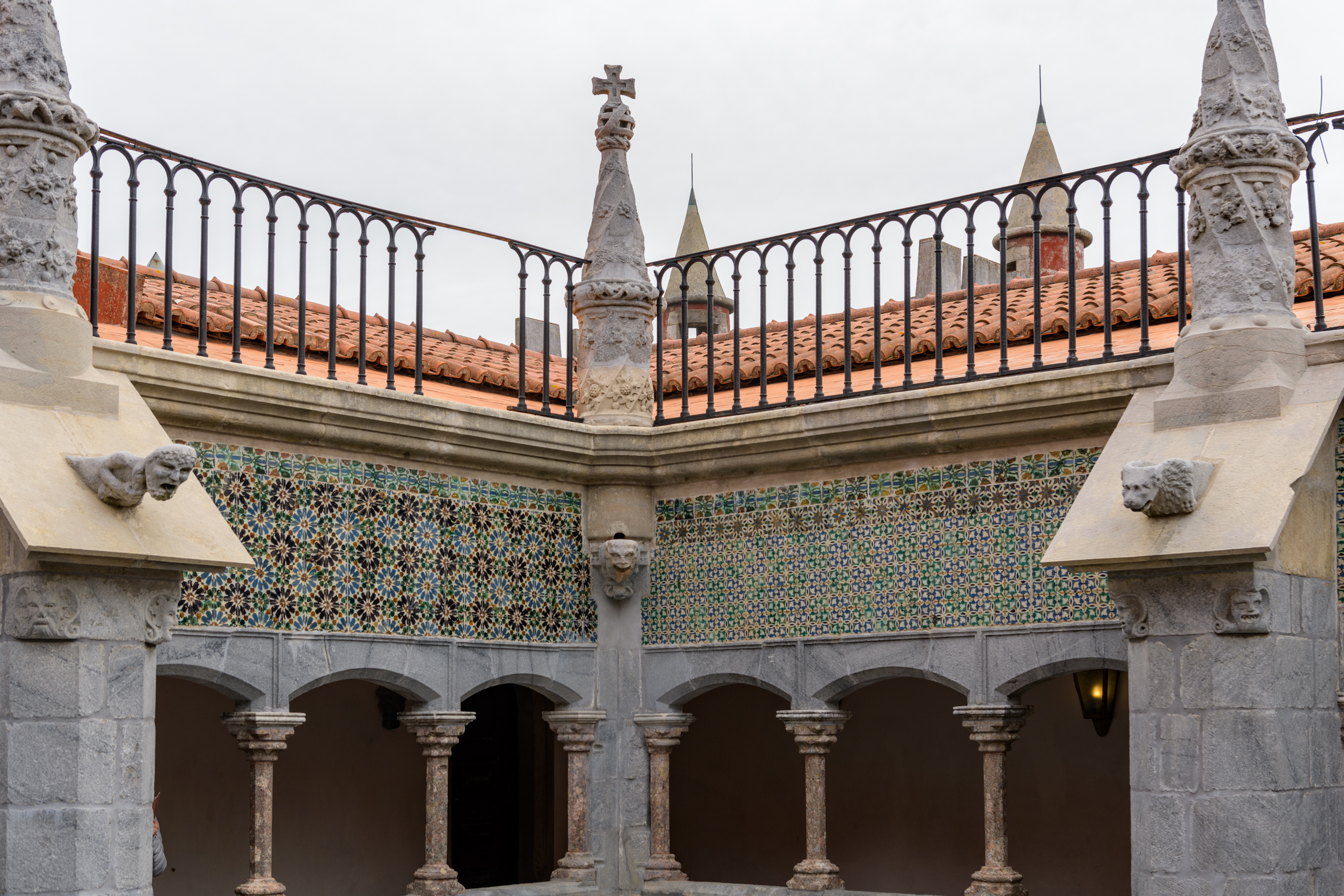
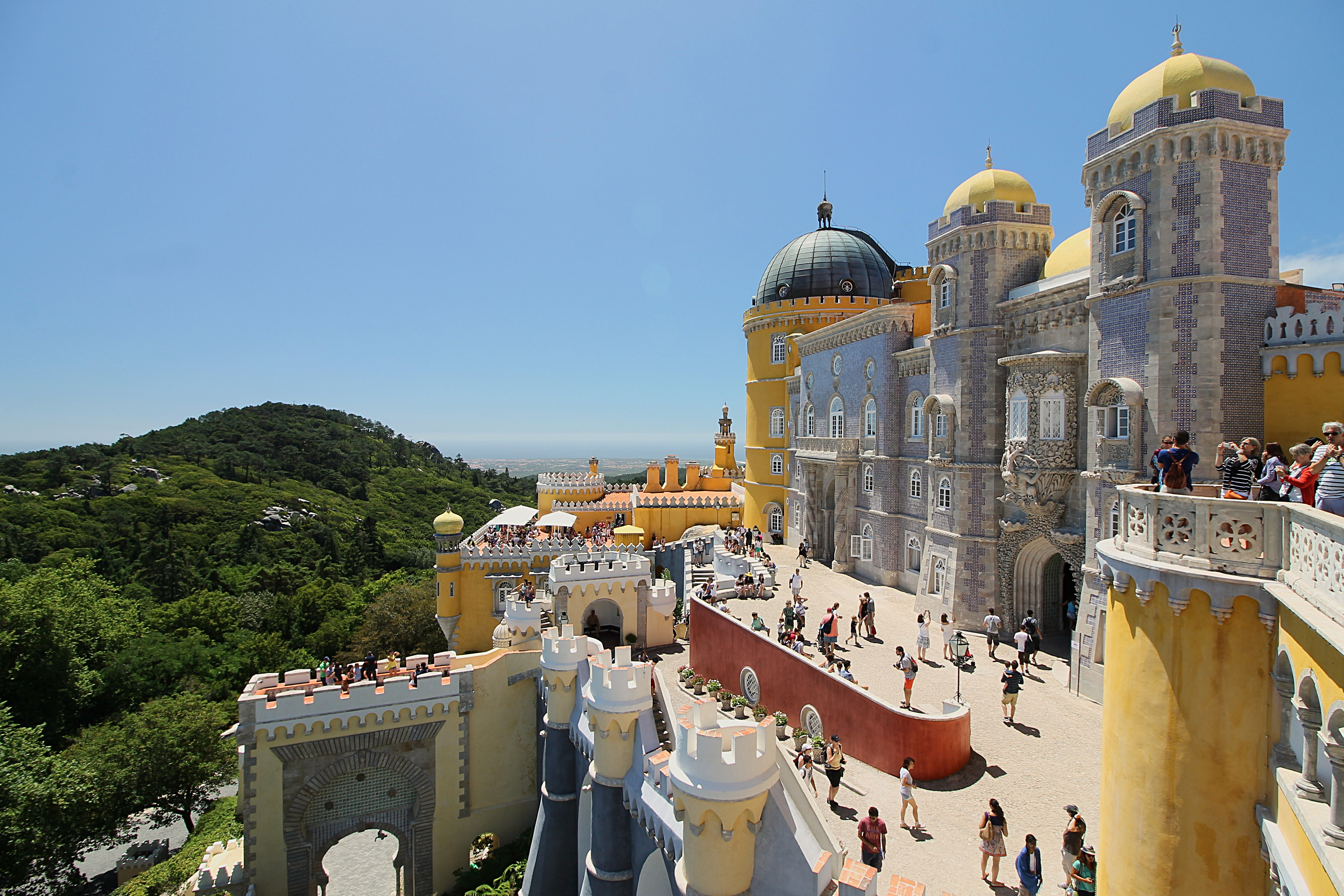
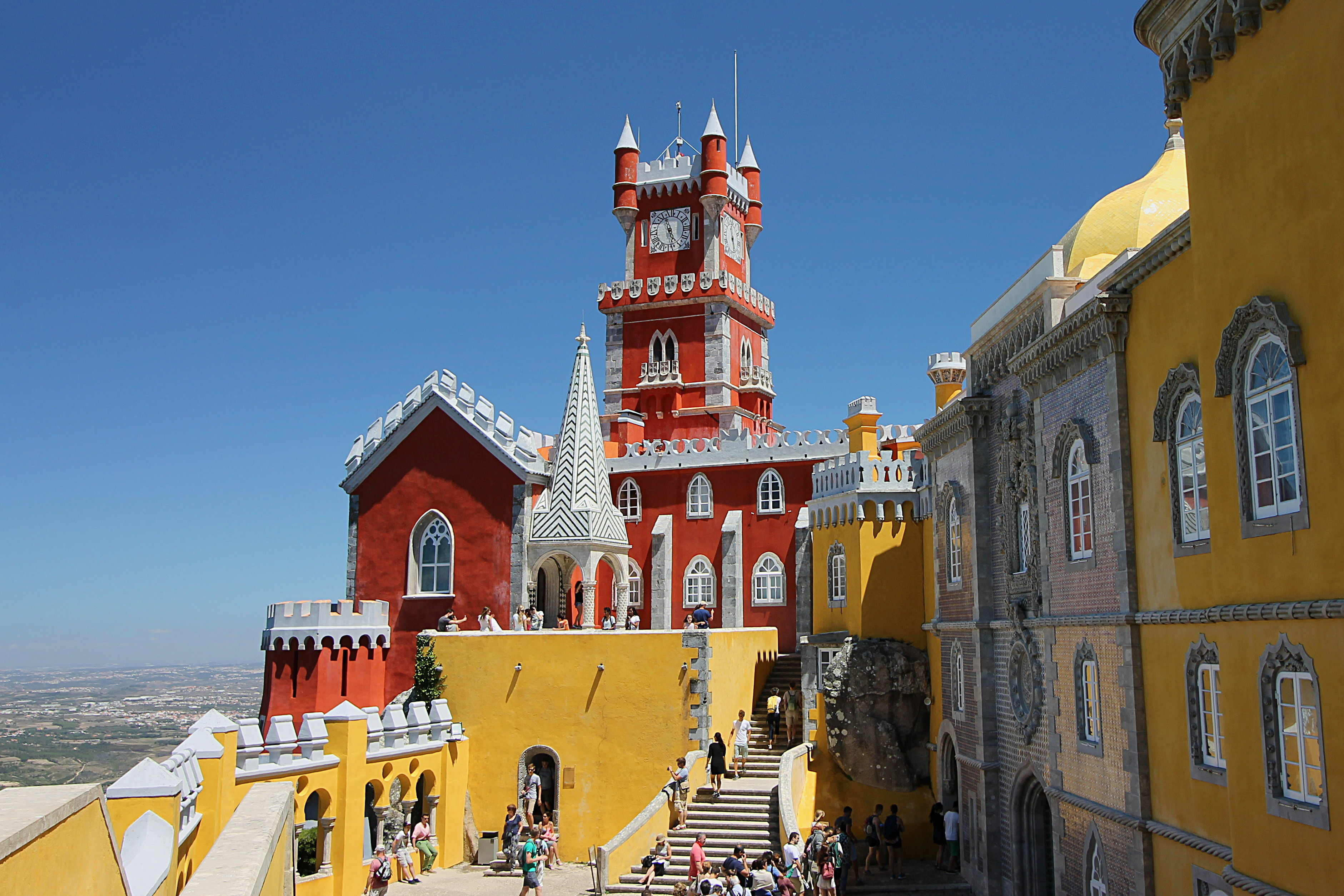
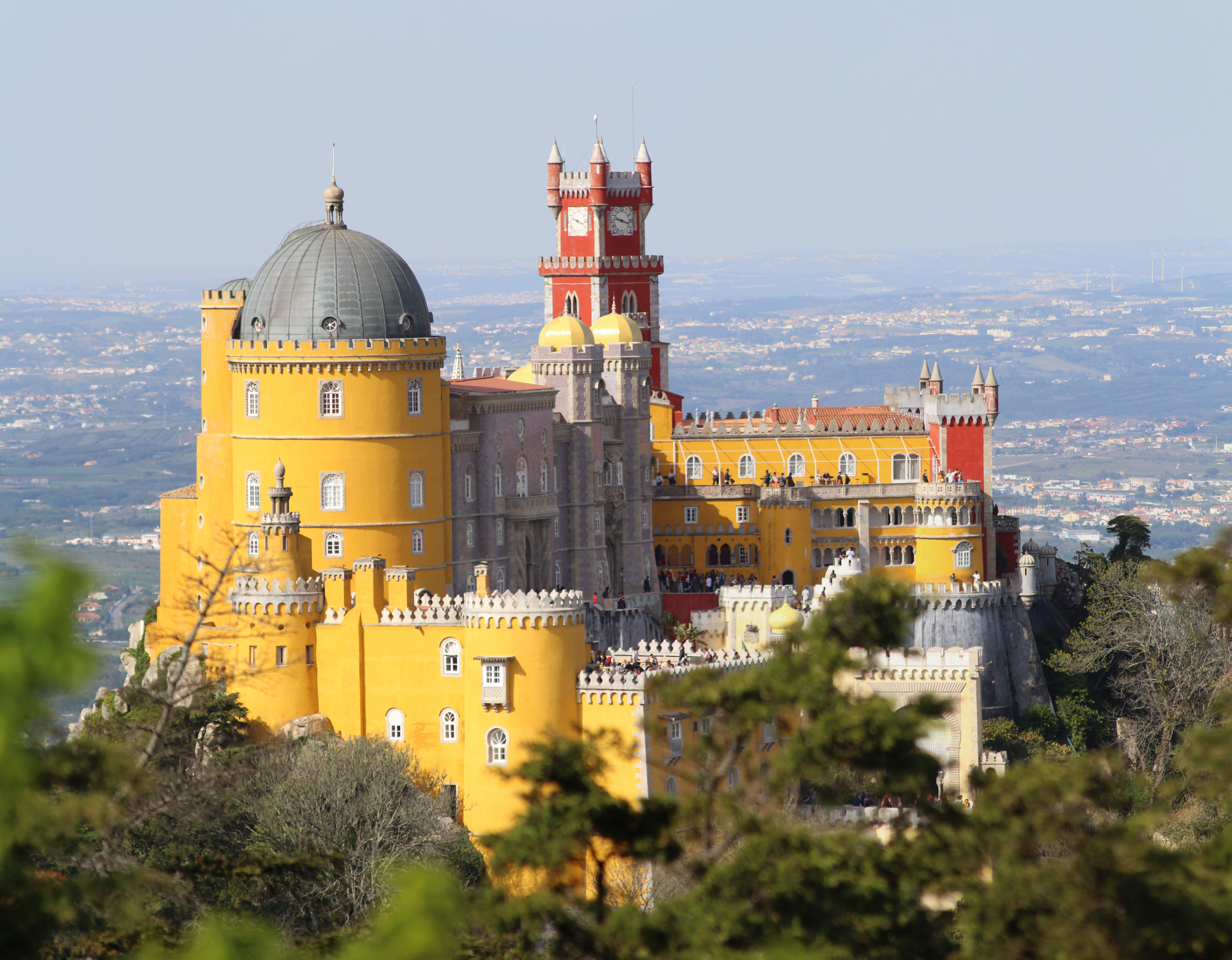